# 張月麗
張月麗（1961年9月22日—），台灣女性廣播電視節目主持人，出生於基隆市，三歲移居台北市。

## 經歷
張月麗是崇右企業管理專科學校1977年班商業文書科畢業校友，求學時期熱衷於學生社團活動，曾任北區大專學生社團活動中心服務員、僑務委員會《四海同心國慶晚會》主持人。畢業後至中國電視公司擔任主持人一年，後至中華航空擔任空服員四年；之後報考台灣電視公司主持人考試，成為台視基本主持人，常任社教、兒童、音樂、傳統戲劇各類型節目與大型節慶晚會主持人。有線電視開放後，張月麗也常於各電視台擔任婦女、健康保健、歌唱比賽、房地產等類型節目主持人。1999年第34屆金鐘獎，張月麗主持的中視《健康999》獲得電視金鐘獎公共服務節目獎。1995年台北之音成立之初，張月麗即進入廣播界6年，主持中午時段健康節目與製作主持周末晚間音樂節目《越夜越美麗》。
張月麗第一次簽演藝經紀合約是簽給東森幼幼台，她表示，她期待一份單純、不被口水淹沒的工作。張月麗曾經開餐廳、也曾開美容專櫃，因欠缺市場經驗而虧損新臺幣八十萬元左右，讓她自認是「投資白癡」；為了雪恥，她考上國立臺灣科技大學EMBA碩士班，學習正確的投資管道。
2005年12月底，張月麗通過國立臺灣科技大學管理研究所碩士論文口試，碩士論文題目是《企業公關人員核心能力指標之研究》。2006年6月10日，張月麗從國立臺灣科技大學管理研究所碩士班畢業，拿到離開校園二十年後第二張畢業證書，參加完畢業典禮就送女兒去看第17屆金曲獎頒獎典禮。
2020年6月後，受2019冠狀病毒病臺灣疫情影響，張月麗完全沒有一場主持，長達半年以上零收入。2021年農曆年前，張月麗跨入殯葬業，任職國寶集團育樂事業群顧問，結合自身對高爾夫球的愛好與在演藝圈的豐沛人脈資源。

## 主持作品

### 電視
- 台視《綜藝105》主持人
- 台視《我愛紅娘》主持人
- 台視《戲曲你我他》主持人
- 台視《就在今夜》外景主持人
- 中視《健康999》主持人
- 公視基金會《談性頻道》主持人
- TVBS-G《知足常樂》主持人
- 中天娛樂台《今天絕對亨通》主持人
- 八大第一台《神出鬼沒》第一代主持人

### 廣播
- 台北之音《台北一上午》主持人
- 台北之音《健康Easy Life》主持人
- 台北之音《越夜越美麗》主持人

### 頒獎典禮

#### 金馬獎星光大道
- 第28屆金馬獎頒獎典禮（台視轉播，與孫興合作主持星光大道）

### 演唱會
- 國立臺灣科技大學EDBA/EMBA校友會「金韻金運慈善演唱會」主持人（2008年2月16日，與劉忠繼合作主持）[6]

### 活動
- 國際單親兒童文教基金會「第六屆傑出弱勢單親母親表揚暨2019年母親節活動」主持人（2019年5月4日，義務主持）